# Живко Гарванов
Живко Маргаритов Гарванов е български театрален и кино актьор.

## Биография
Роден е в град Харманли на 20 юни 1934 г. Завършва ВИТИЗ „Кръстьо Сарафов" през 1959 г. със специалност актьорско майсторство в класа на професор Филип Филипов.
Работи в Драматичен театър „Адриана Будевска“ Бургас (1959 – 1960), Народен театър „Иван Вазов“ (1960 – 1966), театър Сълза и смях от 1967 г., театър Барбуков от 1995 г.

## Награди и отличия
- Заслужил артист (1985)
- Орден „Кирил и Методий“ I степен
- Лауреат на I национален фестивал на художественото слово
- Наградата на София за пиесата „Краят остава за вас“
- Наградата на София за пиесата „Несериозна комедия“

## Театрални роли
- „Сизиф и смъртта“ – Архонт
- „Службогонци“ (Иван Вазов) – Кардашев
- „Хиляда метра над морето“ – доктора
- „Букетче сухи незабравки“ – Али баба
- „Скакалци“ – Проданов

## Телевизионен театър
- „Гълъб за сърдечни послания“ (1989) (Неда Антонова)
- „Фарисеи“ (1988) (Димитрис Псатас)
- „Криминална песен“ (1988) (Иван Радоев) – Апостолов
- „Ревизорски уроци“ (1988) (Радослав Михайлов), 2 части
- „Морската болест“ (1987) (Ст. Л. Костов) - г-н Динко Гендов
- „Новото пристанище“ (1987) (Ст. Л. Костов)
- „Приказка за еди кой си“ (1987) (Карел Чапек)
- „Гарвани“ (1987) (Анри Бек)
- „Два картофа и шише лимонада“ (1986) (Карел Чапек)
- „Прах в очите“ (1985) (от Йожен Лабиш, реж. Асен Траянов) – Робер
- „С чужди – драг, вкъщи – враг“ (1985) (по Иван Вазов, реж. Павел Павлов)
- „Стихийно бедствие“ (1985) (Константинов и Рацер)
- „Зелената брадавица“ (1985) (Никола Русев)
- „Дежурната администраторка слуша“ (1985) (Борис Тъжнев)
- „Кариера“ (1984) (Евгений Тодоров)
- „Съдията и жълтата роза“ (1983) (от Георги Данаилов, реж. Маргарита Младенова)
- „Лунният камък“ (1982) (Уилки Колинс), 3 части
- „Свои хора сме, ще се разберем“ (1982) (А. Н. Островски) – Самсон Силич Болшов
- „Тарикати и поклонници“ (1982) (Герчо Атанасов)
- „Стачката“ (1982) (Кирил Василев)
- „Донаборник“ (1981)
- „Изубеното писмо“ (1981) (Йон Лука Караджале)
- „Крокодил“ (1981) (Сергей Михалков)
- „Истината! Само истината!“ (1980) (Даниел Ал)
- „Врабецът“ (1980) (Никола Русев)
- „Гешефт“ (1980) (Октав Мирбо)
- „Д-р“ (1977) (Бранислав Нушич)
- „Чуждата жена и мъжът под кревата“ (сц. Асен Траянов по едноименния разказ на Фьодор Достоевски, реж. Мирослав Стоянов)
- „Нос“ (1975) (Николай Гогол) - слугата на Ковальов
- „Банята“ (1974) (Стефан Шечерович)
- „Тайната на младостта“ (1972) (Миклош Дярваш) - барон Одон Одариян, директор на банката

Хумористични миниатюри
- „Експериментът“ (Петър Незнакомов) – издателят Пенчев

## Филмография
| Година      | Филми и Сериали                             | Серии  | Копродукции       | Роля                                                                                              |
| ----------- | ------------------------------------------- | ------ | ----------------- | ------------------------------------------------------------------------------------------------- |
| 1997        | Гражданинът въстава (Racket)                | 6      | Италия            |                                                                                                   |
| 1994        | Престъпление от страст                      |        | Италия / България |                                                                                                   |
| 1993        | Жребият                                     | 7      |                   | г-н Глум                                                                                          |
| 1987        | Мечтатели                                   |        |                   |                                                                                                   |
| 1992        | Аритмия                                     |        |                   |                                                                                                   |
| 1990        | Карнавалът                                  |        |                   | отговорник култура                                                                                |
| 1989        | Зона В-2                                    |        |                   | Готински                                                                                          |
| 1988        | Сляпа събота                                |        |                   | бай Иван                                                                                          |
| 1987        | Нощем по покривите                          | 2      |                   |                                                                                                   |
| 1987        | Ева на третия етаж                          |        |                   | доктор Кискинов                                                                                   |
| 1986        | Те надделяха                                |        |                   |                                                                                                   |
| 1986        | Преди да реши съдът                         |        |                   |                                                                                                   |
| 1986        | За къде пътувате                            |        |                   | професор Страшимиров                                                                              |
| 1986        | Делници и празници                          | 5 нов. |                   | хазяинът (във 2-та: „Намерената полица“)                                                          |
| 1986        | От другата страна на слънцето               |        |                   | гостът от София                                                                                   |
| 1986        | Ешелоните на смъртта                        |        |                   |                                                                                                   |
| 1985        | Борис I                                     | 2      |                   | външен боил                                                                                       |
| 1984        | Дело 205/1913 П. К. Яворов                  |        |                   | Маджаров                                                                                          |
| 1984        | В името на народа                           | 8      |                   | предателя Спас Христов, полицейски агент                                                          |
| 1983        | Пясък (тв)                                  |        |                   | доцентът                                                                                          |
| 1983        | Голямата игра (Большая игра)                | 6      | СССР / България   | Джеймс Боу, сътрудник на ЦРУ, организатор на преврата в Харевас                                   |
| 1983        | Златната река                               |        |                   | милиционерът                                                                                      |
| 1983        | Хотел „Централ“                             |        |                   | аптекарят Йончев                                                                                  |
| 1982        | Куче в чекмедже                             |        |                   | бащата на Стефан                                                                                  |
| 1982        | Най-тежкият грях                            |        |                   |                                                                                                   |
| 1981        | Руският консул                              | 2      |                   | Салих паша                                                                                        |
| 1981        | Ударът                                      |        |                   | Буров                                                                                             |
| 1980        | Спилитим и Рашо                             | 20     |                   | царицата (6 серия) / (19 серия)                                                                   |
| 1979        | Сами сред вълци                             | 5      |                   | (в 1 серия: IV)                                                                                   |
| 1979        | Аберацио Иктус                              | 3      |                   |                                                                                                   |
| 1979        | Дулцинея Бистроева                          |        |                   | ценителят                                                                                         |
| 1977        | Година от понеделници                       |        |                   |                                                                                                   |
| 1976 - 1980 | Записки по българските въстания (тв сериал) | 13     |                   | Адил ага Тъмрашлията (в 3 серии: X, XI, XII)                                                      |
| 1976        | Два разказа по Елин Пелин                   | 2 нов. |                   | стражарят Иван Кьосето (в 1-та: „Хитрец“) и рибарят, бай Ради (във 2-та: „Две мнения по въпроса“) |
| 1975        | И това, ако е морал                         |        |                   |                                                                                                   |
| 1972        | Тихият беглец                               |        |                   | Кузманов                                                                                          |
| 1970        | С особено мнение                            |        |                   | Панов                                                                                             |
| 1969 – 1971 | На всеки километър                          | 26     |                   | в 13-а серия: „Първият ден“                                                                       |
| 1969        | Село край завод                             |        |                   | Дянко, председателят на стопанството                                                              |
| 1969        | Цар Иван Шишман                             |        |                   | болярин                                                                                           |
| 1966        | Между двамата                               |        |                   | офицер от милицията                                                                               |
| 1965        | Неспокоен дом                               |        |                   | мъжът с новороденото                                                                              |